# Le Prix de la survie
Pour plus de détails, voir Fiche technique et Distribution.
Le Prix de la survie (Der Preis fürs Überleben) est un film allemand réalisé par Hans Noever, sorti en 1980.

## Synopsis
Joseph Randolph, cadre important d'une entreprise d'électronique est renvoyé et cherche les véritables motivations de son licenciement.

## Fiche technique
- Titre : Le Prix de la survie
- Titre original : Der Preis fürs Überleben
- Réalisation : Hans Noever
- Scénario : Hans Noever
- Dialogues : Patrick Roth et Christian Watton
- Musique : Joe Haider
- Photographie : Walter Lassally
- Montage : Christa Wernicke
- Production : Denyse Noever, Michel Piccoli, Elvira Senft et Molly von Fürstenberg
- Société de production : DNS, Films 66 et Popular Filmproduktion
- Pays :  Allemagne de l'Ouest et  France
- Genre : Drame
- Durée : 103 minutes
- Dates de sortie : 
  -  Allemagne de l'Ouest : février 1980 (Berlinale)

## Distribution
- Michel Piccoli : René Winterhalter
- Martin West : Joseph C. Randolph
- Marilyn Clark : Betty Randolph
- Suzie Galler : Kathleen Randolph
- Daniel Rosen : Thomas Randolph
- Ben Dova : le vieux Jim
- Leonard Belove : Henderson

## Distinctions
Le film a été présenté en sélection officielle en compétition lors de Berlinale 1980.